# 완안 영가
완안 잉게(完顏盈歌, 1053년 ~ 1103년)는 완안 오고내의 다섯째 아들이다. 남인, 즉 송나라에서 양할태사(揚割太師)라고 하는 사람이다. 요 중희 22년(1053) 계사생이다. 나이 42세 때인 대안 10년(1094)에 태사를 습직했다.

## 가족관계
- 부왕 : 금나라 추존 황제 경조 완안 오고내(景祖 完顔 烏古迺, ? - 1074, 재위 1021 - 1074)
- 모후 : 소숙황후 당괄씨(昭肅皇后 唐括氏, ? - ?)
  - 동복형제 : 금나라 추존 황제 세조 완안 핵리발(世祖 完顔 劾里鉢, 1039 - 1092, 재위 1039 - 1092)
  - 동복동생 : 금나라 추존 황제 숙종 완안 파자숙(肅宗 完顏 頗剌淑, 1042 - 1094,재위 1092 - 1094)
  - 왕후 : 정혜황후 오고론씨(貞惠皇后 烏古論氏, ? - ?)
    - 장남 : 노국왕 완안 창(魯國王 完顔 昌, ? - 1139)

  - 후궁 : ? (? - ?)
    - 5남 : 금원군황 완안 욱(金源郡王 完顏 勗, 1099 - 1157)

| 전 대 완안 파자숙 | 제8대 여진 추장 1094년 - 1103년 | 후 대 완안 오아속 |